# Munkás László
Munkás László, 1898-ig Miavecz, névváltozat: Mijavecz (Rozsnyó, 1842. november 28. – Békéscsaba, 1920. február 9.) posta- és távíró-felügyelő.

## Élete
Szülei Miavecz András kertész és Zámbori/Zámboÿ Eszter. A gimnáziumot szülőhelyén és Iglón végezte. 1859-ben Rozsnyón tett érettségi vizsgát. Ezután a pesti Egyesült Protestáns Theologiai Intézetnek volt három évig növendéke.
1863-ban Ivánka Zsigmond házánál nevelősködött, annak Oszkár és László fiait készítette elő az algimnáziumi osztályokra. 1864. október 24-én iratkozott be a Jénai Egyetemre, ahol egy évet töltött és bölcseleti tanulmányokat folytatott. A 16 magyarból álló frequentia megválasztotta elnökének. Külföldről hazatérve, egy évig segédlelkész volt Temesvárott, utóbb rendes lelkész Kissemlakon hat évig.
Miután a lelkészi pálya hajlamainak meg nem felelt, 1872-ben lemondott állásáról és állami szolgálatba lépett. 1873–1879 között a földmívelés-, ipar- és kereskedelmi minisztérium távíró szakosztályában alkalmazták. 1879-ben Békéscsabán lett a távíró-hivatal főnöke. 1895-ben a millenáris távíró-kiállítás előkészítése alkalmából ismét a fővárosba került, és a kereskedelmi minisztérium megbízásából a régi posta-oklevelek és tárgyak felkutatása céljából az országos levéltárban és a Magyar Nemzeti Múzeumban dolgozott. Fölfedezte különösen azt, hogy Magyarországban már a török hódoltság idejében volt posta, mely a bécsiből vált ki 1558-ban, de azután egész a Rákóczi szabadságharc megszűnte utánig az osztrák postától függetlenül és külön igazgatás alatt mint magyar posta állott fenn. Később posta-távíró felügyelő a budapesti vezérigazgatóságnál.
78 éves korában hunyt el aggkori végelgyengülésben.

## Művei
Cikkei jelentek meg 1873–1879 között a Távirászati Rendeletek Gyűjteményében, a Távirászati Közleményekben, a Vasuti és közlekedési Közlönyben és más szaklapokban. 
- 1873-1874 A m. korona területén lévő állami és vasúti távirdák az 1872–74. évekről. Budapest. Három kötet.
- 1874 A magyar korona területén levő állami és vasúti távirdák statisztikája az 1873. évről. A földmívelés-, ipar- és kereskedelmi miniszterium meghagyásából. Budapest.
- 1875 A transatlanti kábel lerakása. Magyar Közlekedésügy.
- 1875 A természet könyve. Közérdekű olvasmányok a természettudom. köréből. Bernstein A. után ford. Budapest, 1875. Öt kötet. (tsz. Nagy István és Toldy László)
- 1877 Távirászati Rendeletek Gyűjteménye. A földmívelés-, ipar- és kereskedelmi m. kir. miniszterium által az 1867–1876. években kiadott és 1876. év végén még érvényben állott magy. kir. A távirdai teendők egyes szakjai szerint csoportosítva. Budapest.
- 1897 A posta meghonosítása hazánkban. Magyar Gazdaságtörténelmi Szemle 4
- 1897 Husz év a magyar posta történetéből 1622–42-ig I-II. Magyar Gazdaságtörténelmi Szemle 4.
- 1899 Paar Péter és fiai mint pozsonyi postamesterek 1538–1613. Magyar Gazdaságtörténelmi Szemle.
- 1901 A magyar királyi posta a XVII. század közepén. Magyar Gazdaságtörténelmi Szemle 8.
- 1903 A magyar királyi posta a XVII. század második felében (1664–1680). Magyar Gazdaságtörténelmi Szemle 10.
- 1911 A királyi magyar posta története. 1528—1715. Budapest.